# Haidarah Alkawamleh
 (avril 2017).
Haidarah AlKawamleh (Abou Hassan Al Assad) est un champion paralympique jordanien d'haltérophilie. Il est classé quatrième au niveau mondial et s'est classé cinquième aux jeux paralympiques de Rio en 2016.
Atteint de déficience motrice, poliomyélite, il a poursuit ses études à la faculté d’enseignement universitaire et obtient le diplôme d’éducation à des fins spécifiques. Il travaille en tant qu’instructeur pour enfants handicapés depuis plus de 15 ans[réf. nécessaire].

## Carrière
Il commence à pratiquer l'haltérophilie dès son plus jeune âge et rejoint l’équipe paralympique jordanienne d’haltérophilie des moins de 18 ans après la fin de ses études secondaires. Après une année avec l’équipe, il arrête de pratiquer pendant quatre ans. Mais dès 2003, il a reprend son sport sans interruption jusqu’à présent[réf. nécessaire]. 

## Palmarès
Il commence sa carrière sportive en 1999 et compte parmi ses performances :
- 2004 : classé dixième aux jeux paralympiques d’été de 2004 à Athènes,
- 2007 : médaille de bronze aux jeux panarabes en Égypte,
- 2009 : médaille d’argent en haltérophilie pour handicapés au championnat d’Asie après avoir soulevé 195 kg dans la catégorie des 100 kg[1],

- 2010 : médaille d’argent au championnat international « Fazzaa » en haltérophilie organisé à Dubaï[2],
- 2010 : médaille d’or au Tournoi international de l’Indépendance d’haltérophilie dans la catégorie des 100 kg[2],
- 2010 : médaille d’argent dans la Coupe d’Asie des nations en Malaisie,
- 2010 : classé quatrième aux jeux paralympiques d’Asie 2010 organisés à Guangzhou, en Chine, où il soulève 192,5 kg parmi dix autres athlètes[3],
- 2012 : classé septième aux jeux paralympiques d’été de 2012 organisés à Londres après avoir réalisé le minima fixé à 212,5 kg lors de sa participation au championnat de Malaisie. Il est devenu dixième dans le classement international[4],
- 2014 : médaille d’argent au championnat international Open de Hongrie dans la catégorie des 107 kg,
- 2016 : classé cinquième aux jeux paralympiques d’été de 2016 organisés à Rio au Brésil ; il soulève 204 kg dans la catégorie des 107 kg.